# Cape Renard
Cape Renard är en udde i Antarktis. Den ligger i Västantarktis. Argentina, Chile och Storbritannien gör anspråk på området.
Terrängen inåt land är kuperad åt sydväst, men åt nordost är den platt. Havet är nära Cape Renard åt nordost. Trakten är obefolkad.